# Gens Sília
Sília (en llatí Silia) va ser una gens romana d'origen plebeu que no va tenir gaire importància fins al final de la república tot i que una persona de nom Sili ja és mencionada l'any 409 aC.
El primer membre de la família que va obtenir el consolat va ser Publi Sili Nerva, l'any 20 aC. El cognom Nerva, un dels utilitzats per aquesta gens, apareix a les monedes de les que s'han trobat exemplars. També van usar el cognomen Sil.